# Lucius Marcius Sabula
Lucius Marcius Sabula (vollständige Namensform Lucius Marcius Luci filius Romilia Sabula) war ein im 2. Jahrhundert n. Chr. lebender Angehöriger des römischen Ritterstandes (Eques).
Durch ein Militärdiplom, das auf den 25. September 111 datiert ist, ist belegt, dass Sabula 111 Kommandeur der Ala II Hispanorum et Aravacorum war, die zu diesem Zeitpunkt in der Provinz Moesia inferior stationiert war; die Leitung dieser Einheit dürfte sein drittes militärisches Kommando innerhalb der Tres militiae gewesen sein. Sabula war in der Tribus Romilia eingeschrieben.